# Црна еребија
Црна еребија (лат. Erebia melas) врста је лептира из породице шаренаца (лат. Nymphalidae).

## Опис врсте
Врло лако се препознаје по тамној, готово црној боји крила и израженим белим тачкама у окцима. Једино је доња страна задњег крила женке нешто светлија.

## Распрострањење и станиште
Може се наћи на каменитим и травнатим стаништима. Насељава планине југоисточне Европе и високе планинске венце на југу и истоку Србије. У Србији је ретко виђана, најчешће у августу. Од 2020 године редовно се бележи на Сувој планини.

## Биљке хранитељке
Биљке хранитељке су траве.

## Галерија
- Erebia melas са Суве планине